# Kabinett Leiningen

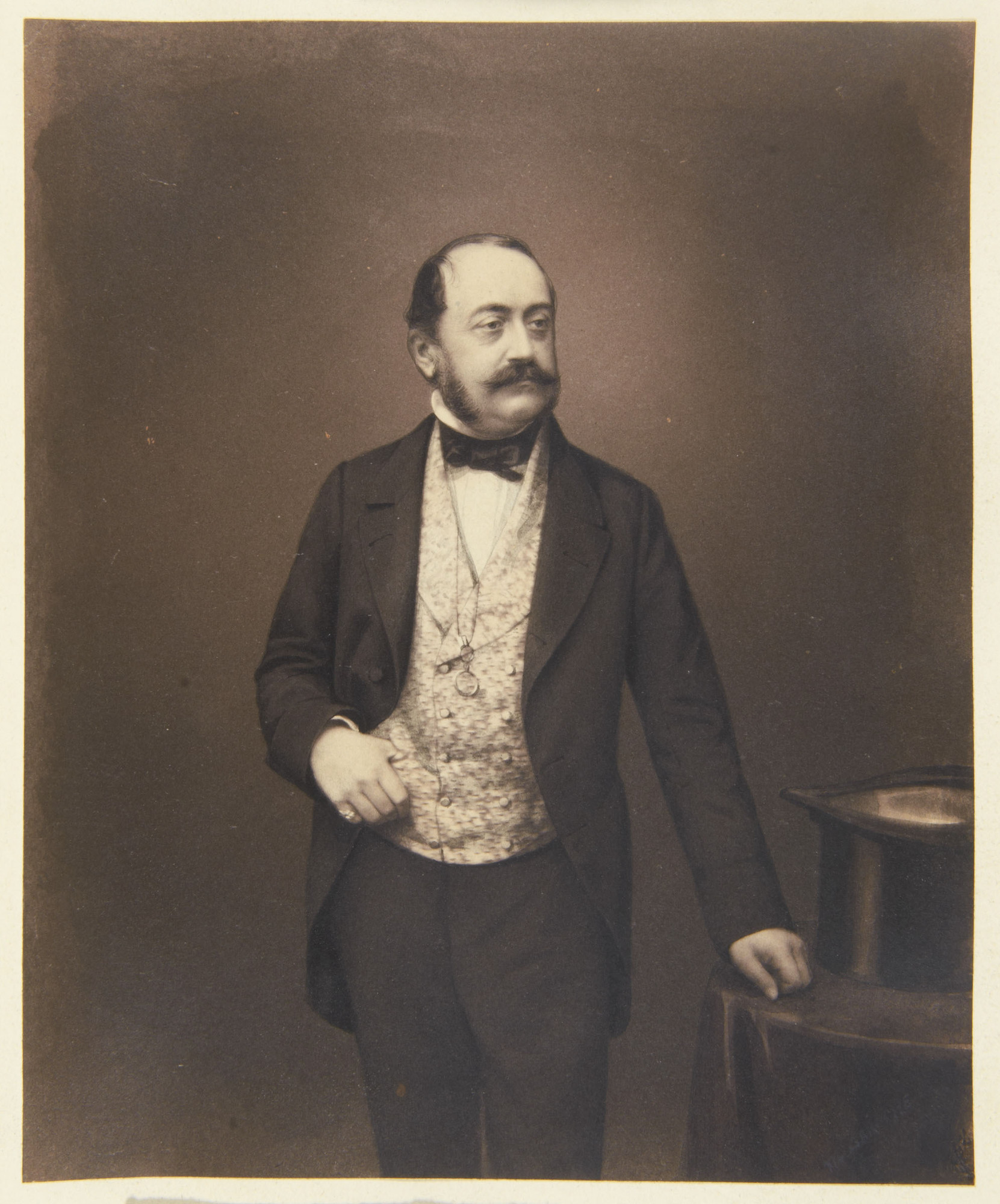
Karl zu Leiningen (hier 1855), der erste gesamtdeutsche Ministerpräsident

Das Kabinett Leiningen war das erste Reichsministerium der Provisorischen Zentralgewalt des entstehenden Deutschen Reiches. Da die Suche nach einem Ministerpräsidenten sich hinzog, setzte Reichsverweser Johann von Österreich bereits am 15. Juli 1848 die ersten drei Reichsminister ein: Anton von Schmerling als Innenminister und Außenminister, Johann Gustav Heckscher als Justizminister und Eduard von Peucker als Kriegsminister.
Am 5. August komplettierte der Reichsverweser seine Regierung, unter anderem mit Karl zu Leiningen als Präsident des Reichsministeriums (Ministerpräsident). Vorausgegangen waren Verhandlungen des rechten Zentrums, der eigentlichen Regierungsfraktion, mit dem linken Zentrum, das angemessen beteiligt werden wollte. So kam es am 9. August zu einer Kabinettsumbildung, in der Robert von Mohl vom linken Zentrum Justizminister wurde. Das rechte Zentrum hatte dann drei Minister und fünf Unterstaatssekretäre, das linke einen Minister und zwei Unterstaatssekretäre. Die Minister Leiningen, Peucker und Duckwitz sowie Unterstaatssekretär Biegeleben waren keine Abgeordneten, neigten aber dem rechten Zentrum zu. Nicht vertreten waren die Linke und die äußerste Rechte der Nationalversammlung.
Das Reichsministerium trat am 6. September 1848 zurück, nachdem die Nationalversammlung den Waffenstillstand von Malmö de facto abgelehnt hatte. Eine Neubildung unter einem anderen Ministerpräsidenten kam nicht zustande, so dass das Kabinett geschäftsführend im Amt blieb. Weil Leiningen nicht mehr der (großteils unveränderten) Regierung angehören wollte, folgte am 17. September das Kabinett Schmerling.

## Zustandekommen

### Vorbesprechungen

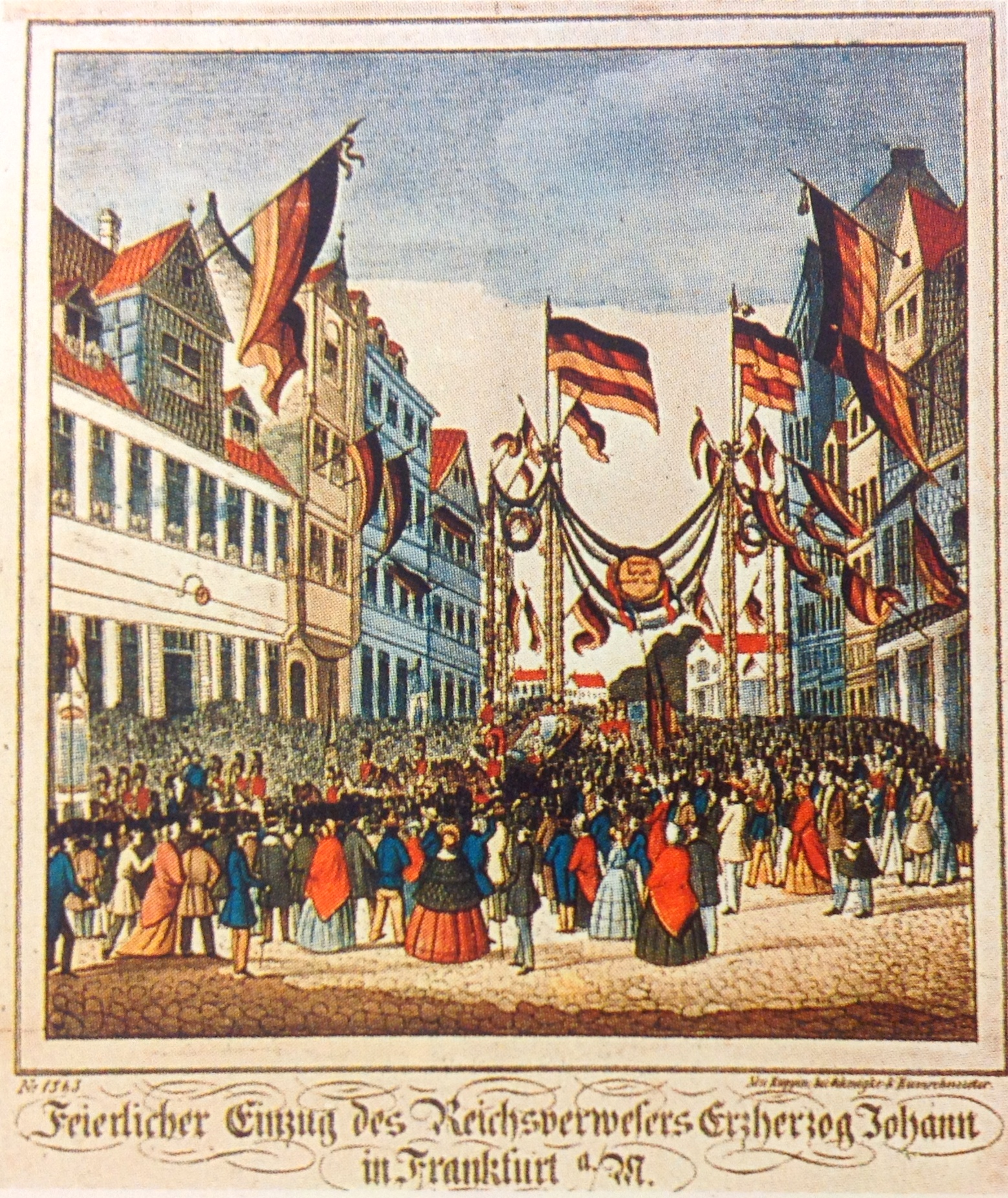
Einzug des Reichsverwesers Johann in Frankfurt, Juli 1848

Der Reichsverweser war noch wenig mit den Verhältnissen in der Nationalversammlung vertraut. Noch vor seiner Abreise aus Wien nach Frankfurt dachte er an zwei preußische Generäle als Kabinettsminister, den preußischen Oberbefehlshaber im Krieg gegen Dänemark Wrangel (als Reichskriegsminister) und den früheren preußischen Militärbevollmächtigten beim Bundestag und jetzt Abgeordneten Joseph von Radowitz (als Reichsmarineminister). Zwei Österreicher im Kabinett wären seinem Wunsch nach der neue österreichische Außenminister Johann von Wessenberg als Reichsaußenminister und der Bundestagsgesandte Anton von Schmerling als Reichsjustizminister gewesen. Die Nationalversammlung hätte gerade die beiden Preußen als zu konservativ abgelehnt; mit den beiden Österreichern zusätzlich zum Reichsverweser wäre die Habsburger-Monarchie unverhältnismäßig stark vertreten gewesen. Heinrich von Gagern (nach dem Wunsch Johanns Reichsinnenminister) wurde damals noch als Präsident der Nationalversammlung für unentbehrlich gehalten. In den kommenden Verhandlungen über die Kabinettsbildung war der Reichsverweser im Wesentlichen passiv.
Führende Mitglieder der rechtsliberalen Casino-Fraktion der Nationalversammlung trafen sich bereits am 1. Juli (kurz nach der Wahl des Reichsverwesers am 29. Juni), um über Regierungsmitglieder zu sprechen. Danach kam es zu Sondierungsgesprächen zwischen Heinrich von Gagern, den Rheinpreußen Hermann von Beckerath und Gustav Mevissen sowie Anton von Schmerling. Schmerling war von seinem eigenen Eintritt in das Kabinett überzeugt, verlangte für Österreich das Innenministerium und sprach sich für eine angemessene Vertretung Preußens aus. Dabei dachte er an Äußeres und Krieg. Die sonstigen Ministerien, Finanzen, Justiz und Handel, hielt er für weniger bedeutend, aber wichtig für das moralische Gewicht und die Vertretung von Abgeordneten der Nationalversammlung. Sie sollten von Personen aus den kleineren und Mittelstaaten kommen.

### Suche nach Kandidaten

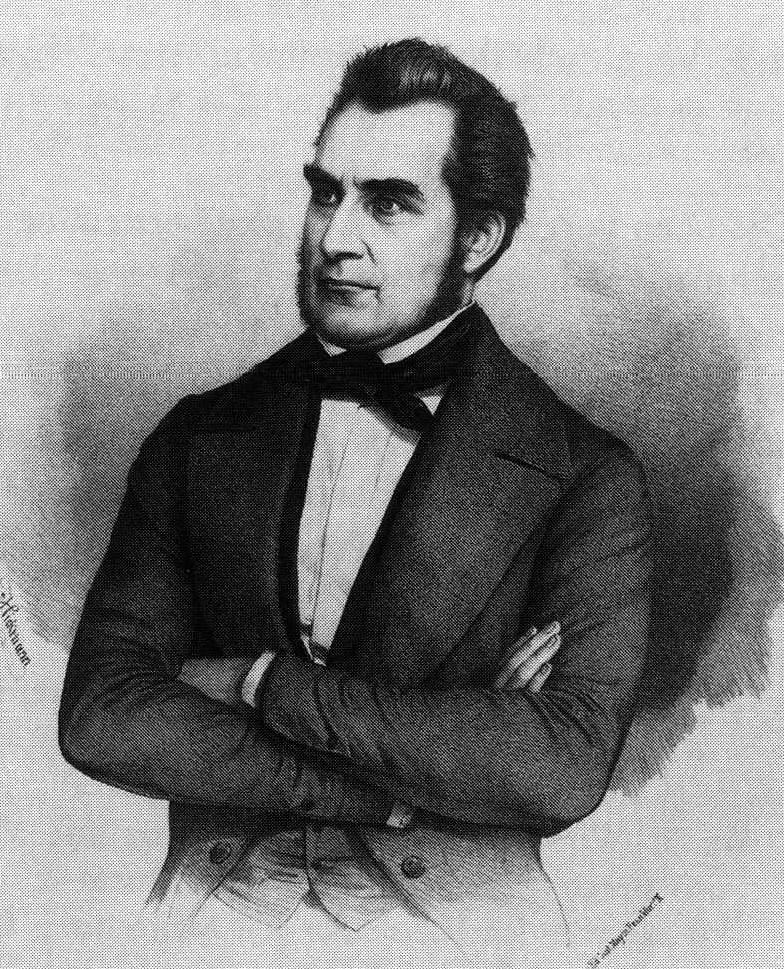
Heinrich von Gagern, Präsident der Nationalversammlung, der im Dezember Ministerpräsident wurde

Beckerath dachte ebenso über Preußen und wollte den Außenminister auch als Ministerpräsidenten sehen. Wie die anderen drei Gesprächsteilnehmer wünschte er sich Ludolf Camphausen dafür, den gerade zurückgetretenen preußischen Ministerpräsidenten und liberalen Rheinländer. Der aus Berlin angereiste Camphausen aber lehnte nach einer Unterredung mit Gagern am 13. Juli in Frankfurt ab. Er hielt es für problematisch, dass der Reichsverweser damals auch als Stellvertreter des österreichischen Kaisers amtierte. Außerdem hatte es ihm missfallen, dass die Nationalversammlung die Zentralgewalt ohne Beteiligung der Einzelstaaten eingesetzt hatte. Ebenso wie die wohl angestrebte Unterwerfung der Einzelstaaten werde dies auf längere Sicht einen Konflikt mit Preußen hervorrufen. Camphausen zufolge solle Gagern selbst Ministerpräsident und Außenminister werden, da die Mehrheit der Nationalversammlung ihn emporgetragen habe. Er lehnte auch Gagerns Vorschlag ab, Minister in einem Kabinett Gagern zu werden.
Der preußische König sagte brieflich dem Reichsverweser zu, dass er versuche, Camphausen umzustimmen. Preußische Kreise gingen davon aus, dass Gagern als Präsident gebraucht werde und nur der angesehene Beckerath als Ministerpräsident in Frage kam (der allerdings ablehnte, später jedoch Finanzminister wurde). In Frankfurt zeichnete es sich mittlerweile ab, dass Schmerling Innenminister werden sollte, der Bremer Arnold Duckwitz Handelsminister und der Badener Karl Mathy Finanzminister. Für die Justiz dachte man schon früh an Johann Gustav Heckscher.
General Wrangel war als militärisches Urgestein bekannt und sein Kollege Schreckenstein war kurz zuvor bereits zum preußischen Kriegsminister ernannt worden. So fiel die Wahl auf Eduard von Peucker, preußischer Generalmajor und letzter Militärbevollmächtigte beim Bundestag. Peucker erhielt von seinem König die Zustimmung für sein Ministeramt und hatte vom Reichsverweser versichert bekommen, dass die Landeskriegsminister nicht zu Untergebenen des Reichskriegsministers gemacht werden sollten.
Das Kabinett sollte sechs Ressorts aufweisen, obwohl deutlich war, dass drei Minister ausgereicht hätten. Man brauchte einen Kriegsminister, Inneres und Äußeres konnten zusammen erledigt werden, wie Schmerling (und später Gagern) bewies, ebenso Finanzen und Handel. Die Justiz war immer noch Sache der Einzelstaaten. Zu den Ministern kamen noch Unterstaatssekretäre als Stellvertreter von Ministern. So konnten die Fraktionen besser personell berücksichtigt werden. Das Kriegsministerium übernahm die Mitarbeiter der ehemaligen Militärkommission beim Bundestag, sonst hatten die Ministerien nur wenige qualifizierte Mitarbeiter. Bis Anfang 1849 wurden es viermal so viele.

### Dreiköpfiges Interimskabinett
Auf Rat Schmerlings entschied der Reichsverweser sich dafür, bald zumindest ein Interimskabinett zu bilden, noch bevor er nach Wien zur Eröffnung des dortigen Reichstags abreiste. So ernannte er am 14. Juli Schmerling zum Innen- und Außenminister, Heckscher zum Justizminister und Peucker zum Kriegsminister. Die Ernennungsurkunden waren auf den 15. Juli ausgestellt und wurden von je einem anderen Minister gegengezeichnet.
Die Abgeordneten Schmerling und Heckscher gingen davon aus, dass sie nur solange Minister sein konnten, wie sie das Vertrauen der Mehrheit der Nationalversammlung hinter sich wussten. Am Abend des 14. Juli sprach die Casino-Fraktion einstimmig ihnen das Vertrauen aus. Dies war nicht ausdrücklich vom Zentralgewaltgesetz verlangt, doch gab es außerhalb des Parlaments keine Machtgrundlage für die Minister. Am 15. Juli wurde eine Botschaft des Reichsverwesers in der Nationalversammlung vorgelesen, danach sprachen Heckscher und Schmerling, wobei Schmerling eine Art allgemeines, vorläufiges Regierungsprogramm vortrug.
Schmerling hatte vom Reichsverweser den Auftrag erhalten, nach weiteren Ministerkandidaten zu suchen. Preußen war über einige Umstände in Frankfurt (wie den Huldigungserlass) verärgert und nahm sein Angebot zurück, nach einer geeigneten preußischen Persönlichkeit zu suchen. Ende Juli waren im Gespräch als Ministerpräsident Baron Christian Friedrich von Stockmar, ehemaliger Bundesgesandter von Sachsen-Coburg-Gotha, und als Außenminister Christian Karl Josias von Bunsen, der preußische Gesandte in London.

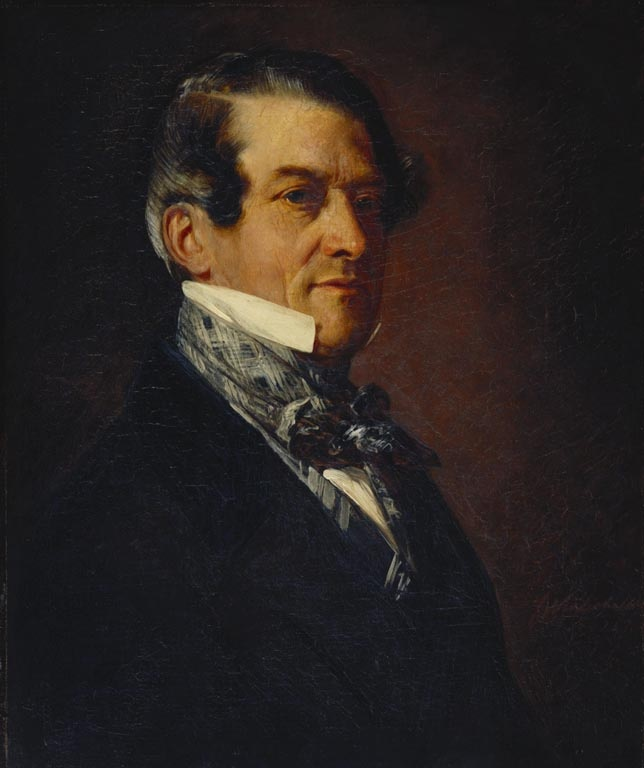
Der Arzt und Politiker Christian Friedrich von Stockmar, 1847

Stockmar hatte zuvor bereits das Außenministerium aus Altersgründen abgelehnt; der an Höfen erfahrene Politiker meinte, durch seine und Bunsens Vermittlung könnte Preußen doch noch die Führung bei der Neugestaltung Deutschlands einnehmen, trotz aller Verstimmungen zwischen Frankfurt und Berlin. Er wollte Ministerpräsident aber nur werden, wenn sein Freund Bunsen Außenminister wird. Bunsen hatte zunächst Interesse, sagte aber nach Erleben der frostigen Haltung in Berlin ab.
Stockmar empfahl Schmerling den Fürsten Karl zu Leiningen. Am 4. August trafen sich im Sitz der Zentralgewalt, dem ehemaligen Bundestagspalais, die bisherigen Minister, Führer des Casino sowie Gagern. Sie einigten sich auf Leiningen, der sich nach langer Verweigerung als Ministerpräsident zur Verfügung stellte. Am Abend einigte man sich auf die Unterstaatssekretäre. Der Reichsverweser, bereits aus Wien zurückgekehrt, akzeptierte Schmerlings Kabinettsliste fast ohne Änderung und ernannte tags darauf die Minister und Unterstaatssekretäre (je zwei im Außenministerium und im Innenministerium, einer im Finanzministerium). Karl zu Leiningen wurde Ministerpräsident und Außenminister.

## Kabinett
| Amt                                            | Bild | Name                                                                                                 | Fraktion                 | Unterstaatssekretär                                                                          | Fraktion |
| ---------------------------------------------- | ---- | --- | ------------------------ | -------------------------------------------------------------------------------------------- | -------- |
| Leitender Reichsminister                       |      | bis 5. August 1848: Anton von Schmerling (1805–1893)                                                 |                          |                                                                                              |          |
| Reichsministerpräsident                        |      | ab 5. August 1848: Karl zu Leiningen (1804–1856)                                                     |                          |                                                                                              |          |
| Reichsminister des Innern                      |      | Anton von Schmerling (1805–1893)                                                                     |                          | ab 5. August 1848: Friedrich Bassermann                                                      | Casino   |
| Reichsminister der auswärtigen Angelegenheiten |      | Anton von Schmerling ab 5. August 1848: Karl zu Leiningen ab 9. August 1848: Johann Gustav Heckscher |                          | ab 5. August 1848: Maximilian Freiherr von Gagern ab 9. August 1848: Ludwig von Biegeleben   |          |
| Reichsminister des Krieges                     |      | Eduard von Peucker (1791–1876)                                                                       |                          |                                                                                              |          |
| Reichsminister der Justiz                      |      | Johann Gustav Heckscher (1797–1865) bis 9. August 1848 ab 9. August 1848: Robert von Mohl            | Casino Württemberger Hof | ab 9. August 1848: Christian Widenmann                                                       |          |
| Reichsminister der Finanzen                    |      | ab 5. August 1848: Hermann von Beckerath (1801–1870)                                                 | Casino                   | ab 5. August 1848: Karl Mathy                                                                |          |
| Reichsminister des Handels                     |      | ab 5. August 1848: Arnold Duckwitz (1802–1881)                                                       |                          | ab 5. August 1848: Gustav Mevissen bis 5. September 1848 ab 9. August 1848: Johannes Fallati | Casino   |

## Veränderungen

### Koalitionsverhandlungen mit dem linken Zentrum
Schon Ende Juli hatte das rechte Zentrum versucht, auch Angehörige des linken Zentrums (Württemberger Hof) heranzuziehen. Damit sollte das Kabinett eine breitere parlamentarische Basis erhalten. Das rechte Zentrum fühlte sich stark genug, das linke mit drei Unterstaatssekretären abspeisen zu können (Robert von Mohl im Innenministerium, Johannes Fallati im Handelsministerium und Christian Widenmann im Justizministerium). Es akzeptierte im Gegenzug, dass die Unterstaatssekretäre das volle Stimmrecht im Gesamt-Reichsministerium erhielten. Dem widersprachen plötzlich Leiningen und Justizminister Heckscher, weil dann die Unterstaatssekretäre die Mehrheit gehabt hätten (sieben gegenüber sechs Ministern), obwohl nur die Minister die politische Verantwortung trugen.
Kurzfristig dachte man daran, für einen Minister des Württemberger Hofes ein zusätzliches Ministerium zu bilden (mit zwei Unterstaatssekretären). Es wäre allerdings offensichtlich gewesen, dass dafür keine Sachgründe, sondern nur der Personalproporz ausschlaggebend war. Die Lösung bestand dann darin, stattdessen Leiningen nur noch als Ministerpräsident amtieren zu lassen. Das Außenministerium ging an Heckscher, wie dieser es sich längst ersehnt hatte, so dass das Justizministerium frei wurde für einen Minister Mohl vom Württemberger Hof. Fallati und Wiedenmann wurden wie geplant in anderen Ministerien Unterstaatssekretäre. Mevissen wechselte als Unterstaatssekretär vom Außen- in das Handelsressort, so dass im Außenministerium eine Stelle für Ludwig von Biegeleben frei wurde, einem Diplomaten aus dem Großherzogtum Hessen. Schmerling legte dem Reichsverweser eine entsprechende Kabinettsliste vor, der der Reichsverweser folgte. Am 9. August erhielten die Mitglieder des Gesamt-Reichsministeriums ihre förmliche Ernennung.

### Septemberkrise

#### Rücktritt des Kabinetts am 6. September
Der Waffenstillstand von Malmö im August 1848 zwischen Dänemark und Preußen erregte die Gemüter in der Nationalversammlung, die bereits im Juni die Unterstützung für die Deutschsprachigen in Schleswig und Holstein zur Frage der nationalen Ehre gemacht hatte. Das Kabinett entschied sich schweren Herzens für die Annahme des Waffenstillstands. Sollte die Nationalversammlung ablehnen, werde es zurücktreten. Sollte es dazu kommen, würde der Rücktritt zumindest die sofortige Ausführung von Beschlüssen der Nationalversammlung unmöglich machen. Trotz Warnung des Reichsinnenministers Schmerling kurz vor der Abstimmung am 5. September 1848 sprachen sich 238 gegen 221 Abgeordnete dafür aus, den Waffenstillstand abzulehnen (genauer: die Durchführung der Waffenstillstandsbedingungen zu sistieren, also aufzuschieben, was einer Ablehnung gleichkam). Mit der Mehrheit hatten unter anderem die Linke sowie das linke Zentrum mit Ausnahme seiner drei Kabinettsmitglieder gestimmt, dagegen die Mehrheit des rechten Zentrums und die preußisch Gesinnten der Rechten.

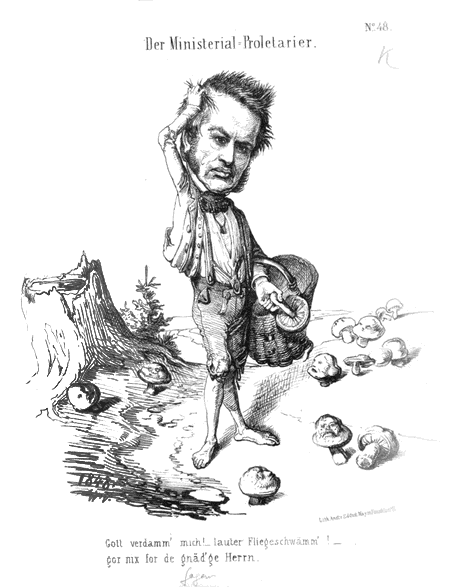
Friedrich Christoph Dahlmann, der ebenso wie die Kabinettsmehrheit der Casino-Fraktion angehörte. Der Ministerial-Proletarier behalte einen leeren Korb, meinte der Karikaturist Wilhelm Völker.

Noch am selben Abend suchte das gesamte Kabinett den Reichsverweser auf, um ihre Entlassung zu erbitten. Erzherzog Johann sprach diese vorerst mündlich aus und bat gleichzeitig um die Geschäftsführung bis zum Antritt einer neuen Regierung. Der Reichsverweser handelte damit im Sinne des parlamentarischen Systems, denn das Zentralgewaltgesetz hätte einer Minderheitsregierung nicht entgegengestanden. Er beauftragte Friedrich Christoph Dahlmann, den Wortführer der Mehrheit des Tages, eine neue Regierung zu bilden. Tags darauf informierte das Kabinett die Nationalversammlung, dass es keine Handlungen mit politischen Folgen mehr leisten werde.

#### Neuaufnahme am 17. September
Dahlmann mit seiner rein negativen Zufallsmehrheit kontroverser Kräfte gab bereits am 9. September seinen Auftrag dem Reichsverweser zurück. Auch Friedrich von Hermann vom linken Zentrum brachte keine Koalition zustande. Heikaus: „Damit hatte das parlamentarische System schon bei seiner ersten ernsthaften Bewährungsprobe vollständig versagt. Es zeigte sich weder geeignet als Mittel zur Erzwingung von Exekutivhandlungen noch in der Lage zur Bildung einer politisch handlungsfähigen Regierung.“
Am 16. September nahm die Nationalversammlung den Waffenstillstand doch noch an, die alte Mehrheit war wiederhergestellt. Wegen der ausbrechenden Septemberunruhen in Frankfurt wurde eine handlungsfähige Exekutive rasch benötigt. Schon am 17. September berief der Reichsverweser das Kabinett erneut. Leiningen und Mevissen (der in die Wirtschaft wechselte) hatten schon kurz nach dem Rücktritt erklärt, dass sie keinem neuen Kabinett angehören wollten, Heckscher wurde gegen seinen eigenen Willen nicht wieder berücksichtigt; ihm wurde ein unkluges, als rechthaberisch empfundenes Auftreten in der Nationalversammlung nachgetragen. Ein neuer Ministerpräsident wurde formell nicht ernannt; Schmerling leitete den Ministerrat de facto aufgrund einer internen Absprache. Das Kabinett Schmerling erhielt am 24. September seine offizielle Ernennung.

## Belege
1. ↑  Ralf Heikaus: Die ersten Monate der provisorischen Zentralgewalt für Deutschland (Juli bis Dezember 1848). 1997, S. 84/85.
2. ↑  Ralf Heikaus: Die ersten Monate der provisorischen Zentralgewalt für Deutschland (Juli bis Dezember 1848). 1997, S. 52/53, S. 122, Fn. 277.
3. ↑  Ralf Heikaus: Die ersten Monate der provisorischen Zentralgewalt für Deutschland (Juli bis Dezember 1848). 1997, S. 53–55.
4. ↑  Ralf Heikaus: Die ersten Monate der provisorischen Zentralgewalt für Deutschland (Juli bis Dezember 1848). 1997, S. 56–59.
5. ↑  Ralf Heikaus: Die ersten Monate der provisorischen Zentralgewalt für Deutschland (Juli bis Dezember 1848). 1997, S. 82.
6. ↑  Ralf Heikaus: Die ersten Monate der provisorischen Zentralgewalt für Deutschland (Juli bis Dezember 1848). 1997, S. 59–61.
7. ↑  Ralf Heikaus: Die ersten Monate der provisorischen Zentralgewalt für Deutschland (Juli bis Dezember 1848). 1997, S. 63/64.
8. ↑  Ralf Heikaus: Die ersten Monate der provisorischen Zentralgewalt für Deutschland (Juli bis Dezember 1848). 1997, S. 66–68.
9. ↑  Ralf Heikaus: Die ersten Monate der provisorischen Zentralgewalt für Deutschland (Juli bis Dezember 1848). 1997, S. 61–63.
10. ↑  Ralf Heikaus: Die ersten Monate der provisorischen Zentralgewalt für Deutschland (Juli bis Dezember 1848). 1997, S. 64/65.
11. ↑  Ralf Heikaus: Die ersten Monate der provisorischen Zentralgewalt für Deutschland (Juli bis Dezember 1848). 1997, S. 65/66.
12. ↑  Ralf Heikaus: Die ersten Monate der provisorischen Zentralgewalt für Deutschland (Juli bis Dezember 1848). 1997, S. 72.
13. ↑  Ralf Heikaus: Die ersten Monate der provisorischen Zentralgewalt für Deutschland (Juli bis Dezember 1848). 1997, S. 73–75.
14. ↑  Ralf Heikaus: Die ersten Monate der provisorischen Zentralgewalt für Deutschland (Juli bis Dezember 1848). 1997, S. 76/77.
15. ↑  Ralf Heikaus: Die ersten Monate der provisorischen Zentralgewalt für Deutschland (Juli bis Dezember 1848). 1997, S. 82/83.
16. ↑  Ralf Heikaus: Die ersten Monate der provisorischen Zentralgewalt für Deutschland (Juli bis Dezember 1848). 1997, S. 83–85.
17. ↑  Ralf Heikaus: Die ersten Monate der provisorischen Zentralgewalt für Deutschland (Juli bis Dezember 1848). 1997, S. 220/221.
18. ↑  Ralf Heikaus: Die ersten Monate der provisorischen Zentralgewalt für Deutschland (Juli bis Dezember 1848). 1997, S. 222/223.
19. ↑  Ralf Heikaus: Die ersten Monate der provisorischen Zentralgewalt für Deutschland (Juli bis Dezember 1848). 1997, S. 223/224.
20. ↑  Ralf Heikaus: Die ersten Monate der provisorischen Zentralgewalt für Deutschland (Juli bis Dezember 1848). 1997, S. 226/227.
21. ↑  Ralf Heikaus: Die ersten Monate der provisorischen Zentralgewalt für Deutschland (Juli bis Dezember 1848). 1997, S. 228–231, Fn. 549.
22. ↑  Ralf Heikaus: Die ersten Monate der provisorischen Zentralgewalt für Deutschland (Juli bis Dezember 1848). 1997, S. 231/232.